# Acontia psaliphora
Acontia psaliphora är en fjärilsart som beskrevs av George Francis Hampson 1910. Acontia psaliphora ingår i släktet Acontia och familjen nattflyn. Inga underarter finns listade i Catalogue of Life.